# AZ (래퍼)

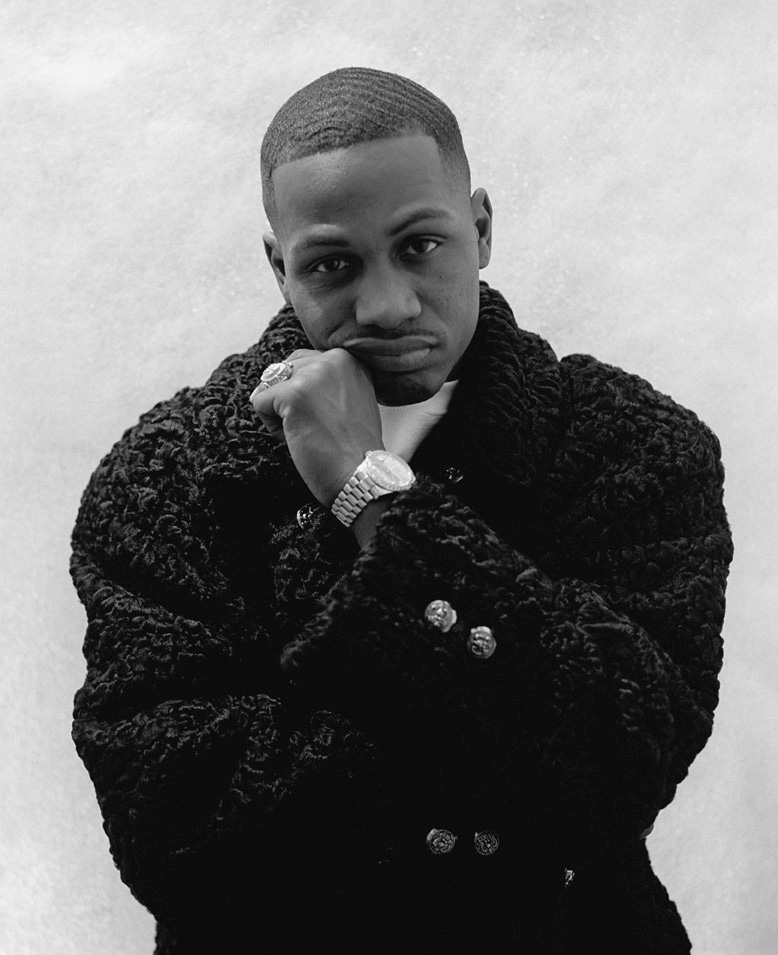

에이지(AZ, 본명: Anthony Cruz)는 미국의 언더그라운드 랩퍼이다. 뉴욕 브루클린 출신이며, 한때 나스, 폭시 브라운 등과 힙합그룹 'The Firlm'의 멤버이기도 했다.
그는 1994년에 발매된 나스의 앨범 'Illmatic'에서 'Life's Bitch'에 처음으로 참여한다. 그 후 피쳐링 랩퍼로 활동하던 그는 EMI Record와 계약하고, 1995년 첫 앨범 'Doe Or Die'를 발매한다. 그중 싱글인 'Sugar Hill'은 처음으로 빌보드 200에 진입한다. 그는 한때 버진 레코드와도 계약했지만, 얼마 안 가 모타운 레코드/유니버설 뮤직 그룹과 계약한다.
2003년 싱글인 'The Essence'로 그래미 어워드의 베스트 듀오상을 받는다.
2009년 5월 'G.O.D. (Gold, Oil & Diamonds)'을 발표하고, 같은해 앨범 'Legandery'를 발매하였다.

## 앨범

### 정규 앨범
- Doe or Die (1995)
- Pieces of a Man (1998)
- 9 Lives (2001)
- Aziatic (2002)
- A.W.O.L. (2005)
- The Format (2006)
- Undeniable (2008)
- G.O.D. (Gold, Oil & Diamonds) (2009)
- Legendary (2009) (발매 예정)

### 다른 앨범
- The Firm: The Album (1997)
- S.O.S.A. (Save Our Streets AZ) (2000)
- Decade 1994–2004 (2004)
- The Memphis Sessions: The Remix-Tape (2007)
- Niggaz 4 Life (2008)
- Final Call (The Lost Tapes) (2008)